# Antik Tanulmányok
Az Antik Tanulmányok (Studia Antiqua; bevett rövidítése: AntTan vagy AT) a Magyar Ókortudományi Társaság magyar nyelvű folyóirata. Tanulmányokat, könyvbírálatokat, a Társaság életével, működésével kapcsolatos írásokat közöl, továbbá ókori szövegek magyar fordításait adja közre. 1954-től jelenik meg, évente kétszer. Idegen nyelvű társlapja az MTA ókortudományi folyóirata, az Acta Antiqua, mely gyakran párhuzamosan közli az Antik Tanulmányokban megjelent cikkek idegen nyelvű fordításait.

## Szerkesztői
- Moravcsik Gyula (1954–1973),
- Harmatta János és Töttössy Csaba (1974–1991),
- Harmatta János és Borzsák István (1992),
- Borzsák István (1993–1998),
- Harmatta János (1999–).